# Didynamipus sjostedti
A Didynamipus sjostedti a kétéltűek (Amphibia) osztályába, a békák (Anura) rendjébe és a varangyfélék (Bufonidae) családba tartozó Didynamipus nem monotipikus faja.

## Elterjedése
A faj Kamerunban, Nigériában és Egyenlítői-Guineában honos, 200–1250 méteres tengerszint feletti magasságban. Természetes élőhelye a szubtrópusi vagy trópusi párás síkvidéki erdők, szubtrópusi vagy trópusi párás hegyvidéki erdők,  erősen lepusztult erdős területek.

## Természetvédelmi helyzete
A fajra nézve a mezőgazdaság, a fakitermelés és a települések terjeszkedése jelent veszélyt. A faj több védett területen megtalálható, az utóbbi időben feljegyezték előfordulását a nigériai Cross River Nemzeti Parkban is.